# Виловлювання червоних рибок (фільм)
«Виловлювання червоних рибок» (фр. La Pêche aux poissons rouges, 1895) — документальний  короткометражний фільм, один з перших фільмів, знятих  братами Люм'єр.

## Сюжет
У фільмі показано, як Огюст Люм'єр тримає свою маленьку дочку біля акваріума у формі чаші і дитина намагається зловити рибок, що плавають в акваріумі.

## Цікаві факти
- Фільм був третім на знаменитому першому платному люм'єрівському кіносеансі з десяти фільмів в Парижі в підвалі «Гран-кафе» на бульварі Капуцинок 28 грудня 1895 року.